# Thrombopoese
Als Thrombopoese, Thrombopoiese oder auch Thrombozytopoese bezeichnet man den Prozess der Bildung der Thrombozyten (Blutplättchen) im Knochenmark. Sie ist Teil der Hämatopoese oder Blutbildung.

## Zelldifferenzierung
Alle Vorstufen der Blutzellen entstehen aus Mesenchymzellen, die sich zunächst noch in alle Blutzellen differenzieren können und deshalb als pluripotente Stammzellen bezeichnet werden.
Diese können sich zu myeloischen oder lymphatischen Stammzellen weiterentwickeln.
Ist einer dieser Entwicklungswege einmal eingeschlagen, so verliert die Zelle ihre Fähigkeit, in andere Entwicklungswege einzutreten, man bezeichnet sie dann  als unipotente Stammzelle, da aus ihr sich nur noch eine Zellreihe entwickeln kann.
Die myeloischen Stammzellen der Thrombozyten entwickelt sich über Megakaryoblasten und Megakaryozyten zu den Thrombozyten.
Die Lebensdauer der Thrombozyten beträgt 5–12 Tage. Ihr Abbau erfolgt in der Milz, Leber und Lunge.

### Megakaryoblast
Die Thrombopoese beim Menschen beginnt, wenn der Hämozytoblast (myeloische Stammzelle) Rezeptoren für das Hormon Thrombopoetin entwickelt, welches von der Leber und der Niere produziert wird. Nach Ausbildung dieser Rezeptoren wird der Hämozytoblast zu einer neuen Zelle, dem Megakaryoblast.
Als Antwort auf Thrombopoetin repliziert der Megakaryoblast nun wiederholt ohne Kern- oder Zellteilung seine DNA. Es entsteht eine riesige Zelle mit bis über 100 μm  Durchmesser, einem großen, mehrfach gelappten Zellkern und multiplen Chromosomensätzen, der Megakaryozyt.
Der Megakaryoblast hat ein intensivblaues Zytoplasma.

### Megakaryozyt
Megakaryozyten sind die größten Knochenmarkzellen (durchschnittlich 35–160  μm)
Ein besonderes Merkmal der Megakaryozyten ist die Polyploidie. D.h. diese Zellen
können wiederholt ihre  DNA vervielfältigen ohne anschließende Zellteilung.
Dies führt zu Zellen, die einen DNA-Gehalt von bis zu 128 Chromosomensätzen (n) besitzen. Im Laufe der Reifung kommt es ab einem Stadium von 8n (8 Chromosomensätze) zur Fragmentierung (Abschnürung)  der polyploiden Zellen. Die abgebrochenen Zytoplasmateile bezeichnet man als Proplättchen. Eine Megakaryozytenzelle bringt 6 bis 8 Proplättchen und jedes dieser ca. 1.000 Thrombozyten hervor, sodass pro Zelle insgesamt ca. 4.000–8.000 Thrombozyten (Blutplättchen) gebildet werden können.

## Regulation
Die Thrombozytopoese wird durch das Hormon Thrombopoetin (auch Thrombopoietin genannt) stimuliert.
Es ist das wichtigste Zytokin in der Thrombozytopoese und wird kontinuierlich in der Niere, Leber und im Knochenmark synthetisiert und dann von den Blutplättchen sowie den Megakaryozyten aufgenommen und abgebaut.
Der Thrombopoetin-Blutspiegel korreliert dabei umgekehrt proportional mit der Menge an Thrombozyten und Megakaryozyten. Das heißt, ein niedriger Thrombopoetin-Spiegel hat hohe Thrombozytenzahlen zur Folge und umgekehrt. Es wird vermutet, dass der Thrombopoetin-Spiegel abhängig von seiner Aufnahme in die Thrombozytenzellen ist, die über Rezeptoren geschieht.
Störungen der Thrombozytopoese führen zur Thrombozytopenie (Mangel an Blutplättchen) oder Thrombozytose (Überproduktion an Blutplättchen).
Eine dauerhafte Thrombozytenmehrproduktion (über 600.000/ μl) wird als essentielle Thrombozythämie bezeichnet.